# Giuditta alle porte di Betulia
Giuditta alle porte di Betulia (Judith aux portes de Béthulie) è un dipinto del pittore francese Jules-Claude Ziegler, realizzato nel 1847. L'opera oggi è conservata al museo di belle arti di Lione, in Francia.

## Storia
Jules-Claude Ziegler dipinse molte scene sui santi e su Cristo. Per esempio, egli copiò il San Francesco di Zurbarán e l'Assunzione di Murillo, oltre a realizzare un San Giorgio che uccide il drago. Ispirandosi molto ai testi dell'Antico Testamento, Ziegler scelse di rappresentare un passaggio del libro di Giuditta. Nel 1840 egli smise temporaneamente di dipingere e passò alla ceramica e alla fotografia, divenendo un allievo e un collaboratore di un pioniere di quest'arte, Hippolyte Bayard. Nel 1844 egli si rimise a dipingere e fu nel 1847 che realizzò questa tela. Per lui, solo la pittura esprimeva la "superiorità dell'intelligenza umana". L'opera dai tratti orientalisti fu poi esposta al Salone di Parigi di quell'anno.

## Descrizione
La scena ritrae Giuditta dopo aver decollato Oloferne per salvare la città di Betulia, assediata dall'esercito assiro. Giuditta è rappresentata sola, senza la sua serva: ella è l'unica protagonista che incarna il trionfo e la liberazione del popolo giudaico. Le sue braccia formano una diagonale tra la testa mozzata e la scimitarra, usata per la decapitazione del generale nemico. Il suo corpo richiama una bilancia giudiziaria, in quanto la mano destra tiene l'arma vittoriosa, che è più pesante della testa tenuta nella mano sinistra. Nel testo biblico la testa del generale assiro veniva portata dalla serva in una borsa, mentre qui Giuditta brandisce con orgoglio il capo di Oloferne prendendolo per i capelli.
Giuditta ha dei tratti mediterranei, come dimostrano il colore della pelle, i capelli neri, i tratti fini e gli occhi a mandorla. Sulle sue vesti sottili, rette da una cintura, non è presente nemmeno una traccia di sangue. Giuditta porta una veste da notte sotto il soprabito blu, perché è appena uscita dal letto di Oloferne. Ella si impone con il suo sguardo fisso e diretto, senza mostrare alcuna emozione (eccetto per una goccia di sudore sulla fronte). Il suo corpo ondeggia, ricordando il contrapposto delle statue greche, ma la sua posa è assai dura. La testa di Oloferne è portata in avanti e la carnagione del viso è spenta, mentre la barba e i capelli si confondono con lo sfondo notturno. Le prime luci dell'alba appaiono all'orizzonte e si fondono tra una tinta arancione (che richiama i braccialetti e la collana della liberatrice dei Giudei) e un colore verde e macabro (che simboleggia la morte di Oloferne). Il giorno nasce quindi in un misto di morte e liberazione.